# Castel Baronia
Castel Baronia – miejscowość i gmina we Włoszech, w regionie Kampania, w prowincji Avellino.
Według danych na 1 stycznia 2022 roku gminę zamieszkiwały 1063 osoby (529 mężczyzn i 534 kobiety).